# Grand Prix-wegrace van de Verenigde Staten 2007
De Grand Prix-wegrace van de Verenigde Staten 2007 was de elfde race van het wereldkampioenschap wegrace-seizoen 2007. De race werd verreden op 22 juli 2007 op Laguna Seca nabij Monterey, Californië, Verenigde Staten. Tijdens deze race waren de 250cc en 125cc afwezig.

## Uitslag

### MotoGP
| Pos | Nr | Rijder           | Constructeur | Rondes | Tijd        | Grid | Punten |
| --- | -- | ---------------- | ------------ | ------ | ----------- | ---- | ------ |
| 1   | 27 | Casey Stoner     | Ducati       | 32     | 44:20.325   | 1    | 25     |
| 2   | 71 | Chris Vermeulen  | Suzuki       | 32     | +9.865      | 3    | 20     |
| 3   | 33 | Marco Melandri   | Honda        | 32     | +25.641     | 10   | 16     |
| 4   | 46 | Valentino Rossi  | Yamaha       | 32     | +30.664     | 5    | 13     |
| 5   | 26 | Dani Pedrosa     | Honda        | 32     | +35.622     | 2    | 11     |
| 6   | 14 | Randy de Puniet  | Kawasaki     | 32     | +38.306     | 13   | 10     |
| 7   | 13 | Anthony West     | Kawasaki     | 32     | +41.422     | 12   | 9      |
| 8   | 6  | Makoto Tamada    | Yamaha       | 32     | +42.355     | 11   | 8      |
| 9   | 4  | Alex Barros      | Ducati       | 32     | +43.520     | 17   | 7      |
| 10  | 13 | Roger Lee Hayden | Kawasaki     | 32     | +43.720     | 16   | 6      |
| 11  | 5  | Colin Edwards    | Yamaha       | 32     | +47.376     | 8    | 5      |
| 12  | 56 | Shinya Nakano    | Honda        | 32     | +52.848     | 9    | 4      |
| 13  | 50 | Sylvain Guintoli | Yamaha       | 32     | +58.410     | 14   | 3      |
| 14  | 7  | Carlos Checa     | Honda        | 32     | +1:15.366   | 15   | 2      |
| 15  | 21 | John Hopkins     | Suzuki       | 30     | +2 ronden   | 7    | 1      |
| 16  | 66 | Chaz Davies      | Ducati       | 29     | +3 ronden   | 20   |        |
| DNF | 1  | Nicky Hayden     | Honda        | 22     | Uitgevallen | 4    |        |
| DNF | 17 | Miguel Duhamel   | Honda        | 10     | Uitgevallen | 19   |        |
| DNF | 80 | Kurtis Roberts   | KR212V       | 5      | Uitgevallen | 18   |        |
| DNF | 65 | Loris Capirossi  | Ducati       | 3      | Uitgevallen | 6    |        |

## Tussenstand na wedstrijd

### MotoGP
| Pos | Nr | Rijder          | Team   | Punten |
| --- | -- | --------------- | ------ | ------ |
| 1   | 27 | Casey Stoner    | Ducati | 221    |
| 2   | 46 | Valentino Rossi | Yamaha | 177    |
| 3   | 26 | Dani Pedrosa    | Honda  | 155    |
| 4   | 71 | Chris Vermeulen | Suzuki | 113    |
| 5   | 33 | Marco Melandri  | Honda  | 113    |

1961 · 1962 · 1963 · 1964 · 1965 · 1988 · 1989 · 1990 · 1991 · 1993 · 1994 · 2005 · 2006 · 2007 · 2008 · 2009 · 2010 · 2011 · 2012 · 2013